# Друзь, Инна Александровна
Инна Александровна Друзь (род. 24 июня 1979, Ленинград) — российский экономист и педагог, игрок телевизионной игры «Что? Где? Когда?». Дочь Александра Друзя, старшая сестра Марины Друзь.

## Биография
Инна Друзь родилась в семье известного знатока телеигры «Что? Где? Когда?» Александра Друзя.
Окончила физико-математический лицей № 239 Санкт-Петербурга. Продолжила образование в Санкт-Петербургском государственном университете экономики и финансов (СПБГУЭФ), Университете Пьера Мендеса-Франса в Гренобле и Университете Пари-Дофин (Франция). По образованию — экономист. Работала ведущим консультантом отдела корпоративных финансов Промышленно-строительного банка, затем доцентом кафедры финансов в СПБГУЭФ.
В 2006 году вышла замуж за программиста Михаила Плискина. В июле 2008 года у Инны родилась дочь Алиса. В 2011 году у Инны родилась ещё одна дочка, которую назвали Алина. В 2014 году вслед за мужем уехала в США, где проживает в Калифорнии и работает в корпорации Flex.

## Участие в интеллектуальных играх

### «Своя игра»
В начале 1995 года приняла участие в двух выпусках «Своей игры».

### «Что? Где? Когда?»
Инна стала самым молодым знатоком за всю историю клуба «Что? Где? Когда?»: в спортивную версию она непрерывно играет с 12 лет. Впервые села за стол в элитарном клубе в 15 лет. После первой игры в составе команды Алексея Блинова удостоилась красного пиджака «бессмертного» члена клуба.
Обладательница «Хрустальной совы» за зимнюю серию игр 2003 года. Команда Алеся Мухина выиграла финал серии со счётом 6:2, и Инна как лучший игрок серии получила право собрать команду на финальную игру года. В финале команда Инны Друзь выиграла у телезрителей со счётом 6:5.
В спортивном варианте игры много лет выступает за команду Александра Друзя. В составе этой команды стала победительницей Первого чемпионата мира по «Что? Где? Когда?», проводившегося в Баку в 2002 году, и ряда других престижных турниров, последним из которых стал Кубок губернатора Санкт-Петербурга 2005 года.
Лауреат премии Международной ассоциации клубов «Что? Где? Когда?» за 2007 год в номинации «Лучший вопрос года».